# أليكسي كورنييف
أليكسي كورنييف، من مواليد 6 فبراير1939، وتوفي في 14 ديسمبر 2004، لاعب كرة قدم سوفييتي سابق. لعب مع منتخب الاتحاد السوفييتي لكرة القدم.

## مسيرته الكروية
لعب أليكسي كورنييف خلال مسيرته الاحترافية مع ناديين في ثلاثة عشر موسمًا ولم يسجل خلالها أي هدف ضمن 223 مباراة. حيث فاز في ثلاثة مواسم بالكأس وفي موسمين بالدوري.
خاض أليكسي كورنييف مسيرته مع نادي سبارتاك موسكو في موسم 1957 ليلعب معه أحد عشر موسمًا، مشاركًا في 177 مباراة ولم يسجل أي هدف. ثم انتقل إلى نادي شينيك ياروسلافل في عامي 1968-1970 ولمدة موسمين، حيث شارك في 46 مباراة ولم يسجل أي هدف أيضًا.

## روابط خارجية
- أليكسي كورنييف على موقع الاتحاد الدولي (مؤرشف)  (الإنجليزية)
- أليكسي كورنييف على موقع قاعدة بيانات كرة القدم.إي يو (الإنجليزية)
- أليكسي كورنييف على موقع ناشيونال فوتبول تيمز (الإنجليزية)